# Chlorospatha castula
Chlorospatha castula är en kallaväxtart som först beskrevs av Michael T. Madison, och fick sitt nu gällande namn av Michael T. Madison. Chlorospatha castula ingår i släktet Chlorospatha och familjen kallaväxter. IUCN kategoriserar arten globalt som sårbar.
Artens utbredningsområde är Ecuador. Inga underarter finns listade.